# Regina grahamii
Regina grahamii (вуж-ракоїд Грема) — вид змій родини полозових (Colubridae). Ендемік США. Вид названий на честь лейтенант-полковника Джеймса Дункана Грема, американського інженера-геодезиста, який зібрав типовий зразок.

## Опис
Вужі-ракоїди Грема досягають довжини 46—71 см (враховуючи хвіст), максимальна зареєстрована довжина становить 119 см. Верхня частина тіла у них коричнева або сіра, іноді вздовж спини йде слабо виражена смуга. На боках є кремові, білувато-коричневі або світло-жовті смуги, які йдуть від живота до четвертого ряду лусок. Живіт має такий же колір, що і бічні смуги. Рідко по центру живота йде ряд темних плямок.

## Поширення й екологія
Вужі-ракоїди Грема мешкають в центральній частині США, на території Іллінойсу, Айови, Східної Небраски, Міссурі, Канзасу, Оклахоми, Арканзасу, північної Міссісіпі, Луїзіани та Техасу. Вони живуть на берегах мулистих боліт, стариць, річок, струмків, на рисових полях та у придорожніх канавах. Ховаються під камінням, поваленими деревами та іншим сміттям біля урізу води, багато часу проводять в норах раків. Живляться переважно раками, особливо тими, що нещодавно линяли, а також рибою і земноводними. Яйцеживородні, народжують 10—15 дитинчат завдовжки 20 см (враховуючи хвіст).